# Fryderyk Albert Lessel
Fryderyk Albert Lessel herbu Lessel (ur. 1767 w Dreźnie, zm. 15 marca 1822 w Warszawie) – polski architekt niemieckiego pochodzenia, przedstawiciel klasycyzmu. Pod koniec życia stosował formy neorenesansowe.

## Życiorys
Jego ojciec Albert Jerzy był saskim cukiernikiem prowadzącym modną warszawską cukiernię. W latach 1786–1791 roku Fryderyk Albert uczył się w Warszawie u Jana Christiana Kamsetzera. W latach 1791–1794 Lessel podróżował po Włoszech. W związku z zastojem budowlanym w Warszawie po III rozbiorze Polski, Lessel początkowo działał w Kaliskiem, gdzie w latach 1796–1798 przebudował dwór w Żelazkowie i gdzie w latach 1800–1802 według jego projektu wzniesiono pałac w Gzikowie koło Błaszek (niezachowany). Lessel prawdopodobnie zaprojektował także pałacyk w Małkowie koło Warty (pow. sieradzki).  
Po powrocie do Warszawy według jego projektów prowadzono prace w takich obiektach jak m.in.   
- przebudowa wnętrz pałacu Branickich na Miodowej dla Niemojewskich z budową oficyn od Podwala (1804-1805),
- pałac w Pęcicach dla Pawła Sapiehy wraz ze stodołą, spichlerzem i karczmą (1808-1809),
- odbudowa pałacu Morsztynów na Miodowej dla Feliksa Potockiego po spaleniu podczas insurekcji kościuszkowskiej i budowa nowych oficyn od Podwala (1808-1810),
- przebudowa pałacu Szaniawskich,
- przebudowa Pałacu Błękitnego w Warszawie w latach 1812-1815, uznawana za jego najważniejsze dzieło[1]. Według Jarosława Zielińskiego, "do sztandarowych jego dzieł należy pałac Zamoyskich przy ulicy Senatorskiej 37, który po przebudowie w latach 1814-1815 otrzymał wygląd bliższy architekturze XX wieku niż epoce klasycyzmu, mając bezporządkowe elewacje o zredukowanym do minimum wystroju"[3].
- brama na dziedziniec Pałacu Tyszkiewiczów w Warszawie w formach neorenesansowych (1822)

W 1810 roku Lessel zaczął pracować w Urzędzie Budowniczym Miasta Warszawy. W 1813 otrzymał stanowisko Budowniczego Miasta Warszawy. W tym czasie m.in. adaptował Pałac Jabłonowskich na potrzeby ratusza miejskiego, ale koncentrując się na wnętrzach i nie zmieniając jego szaty zewnętrznej. 
Zmarł w wieku 54 lat i został pochowany na cmentarzu Powązkowskim (kwatera 10-4-1/2).  

## Życie prywatne
14 października 1800 roku ożenił się z Chrystianą-Katarzyną Leppigé h. Gromiec, mieli pięcioro dzieci. Jego synem był Józef Grzegorz Lessel, również znany warszawski architekt. Córka Anna Krystyna Marianna (1811-1878) wyszła za lekarza Jana Brandta, byli rodzicami malarza Józefa Brandta. Córka Aniela Amelia (1814-1856) poślubiła lekarza Jana Bogumiła Helbicha.

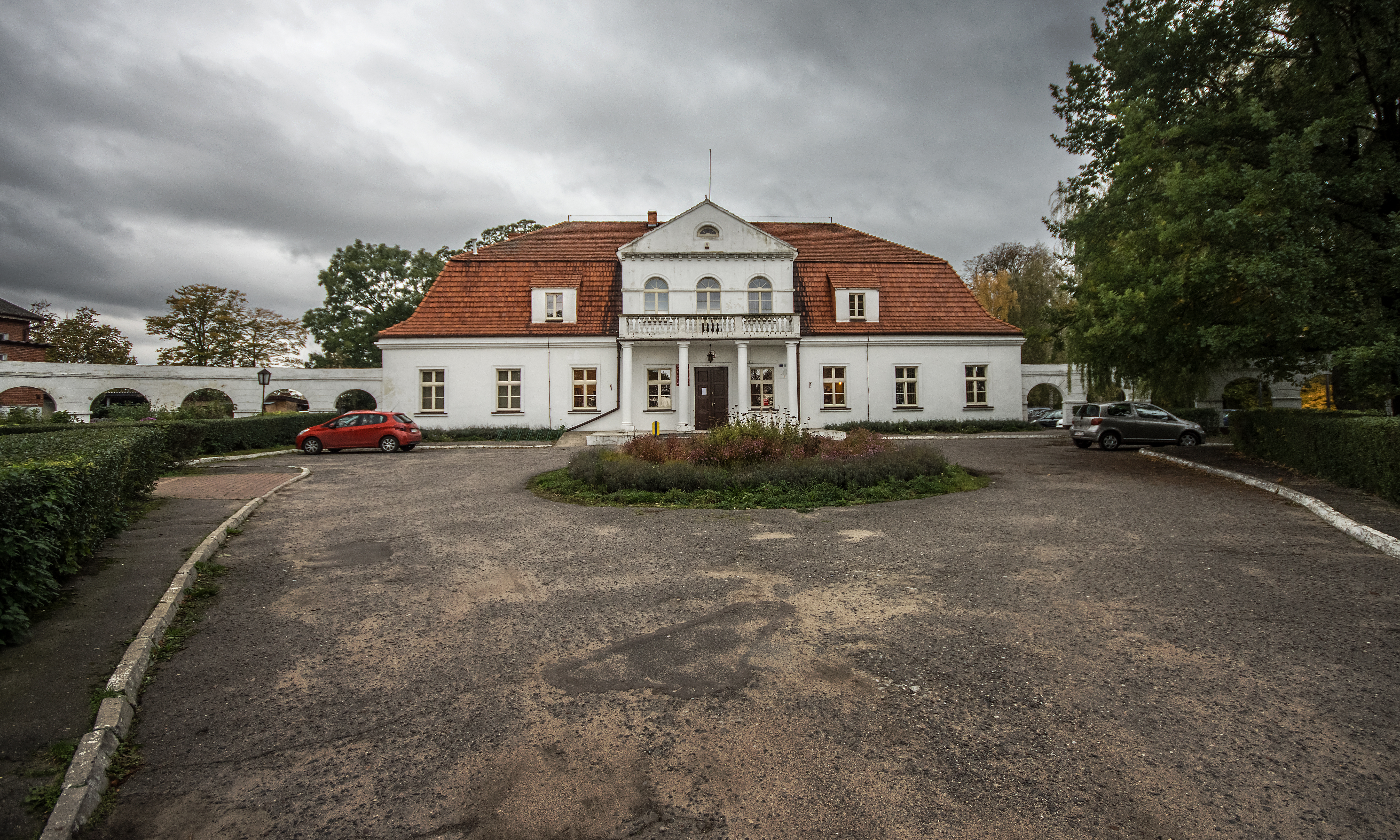
Dwór w Żelazkowie (przebudowa)
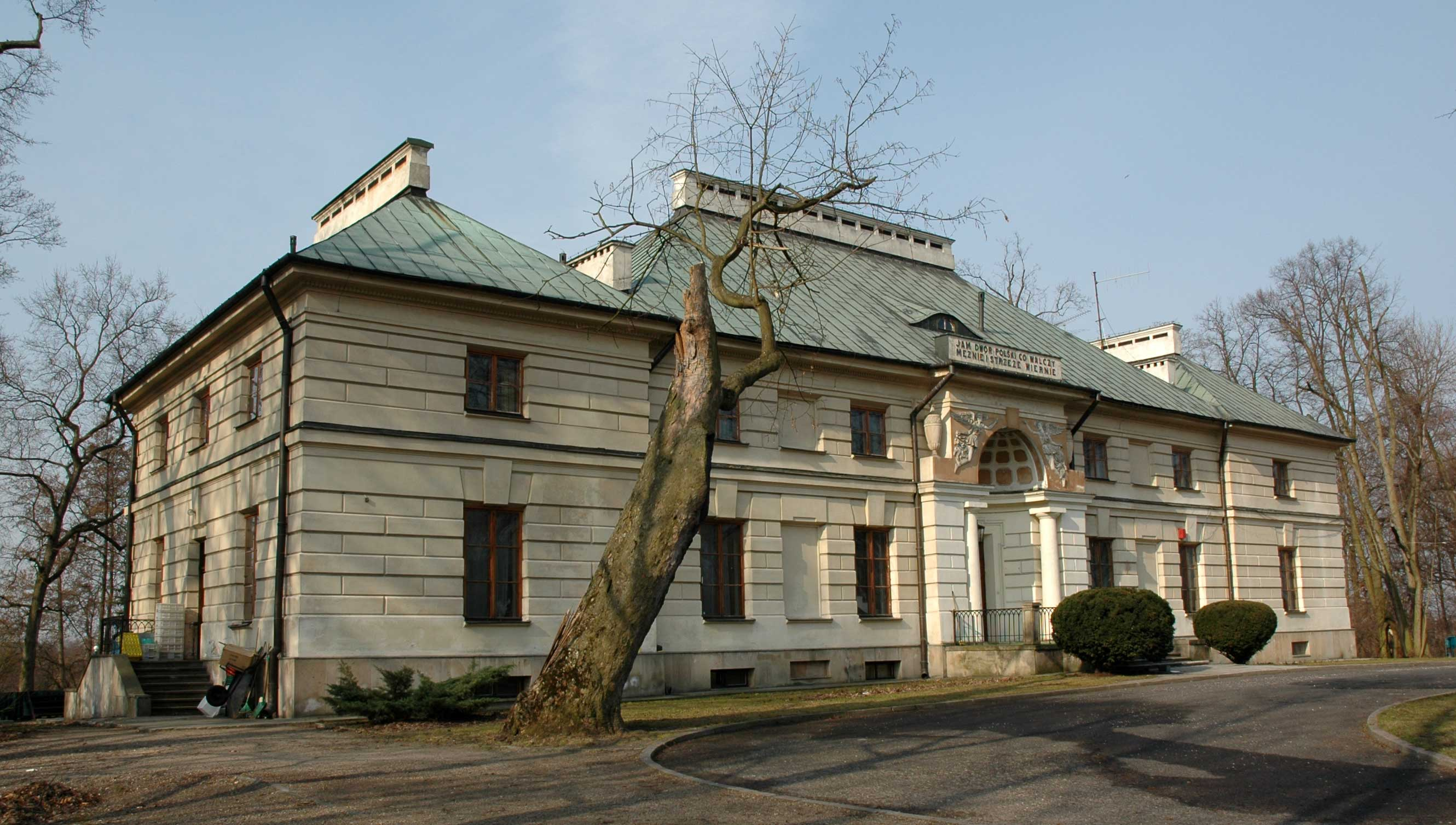
Pałac w Pęcicach (1808-1809)
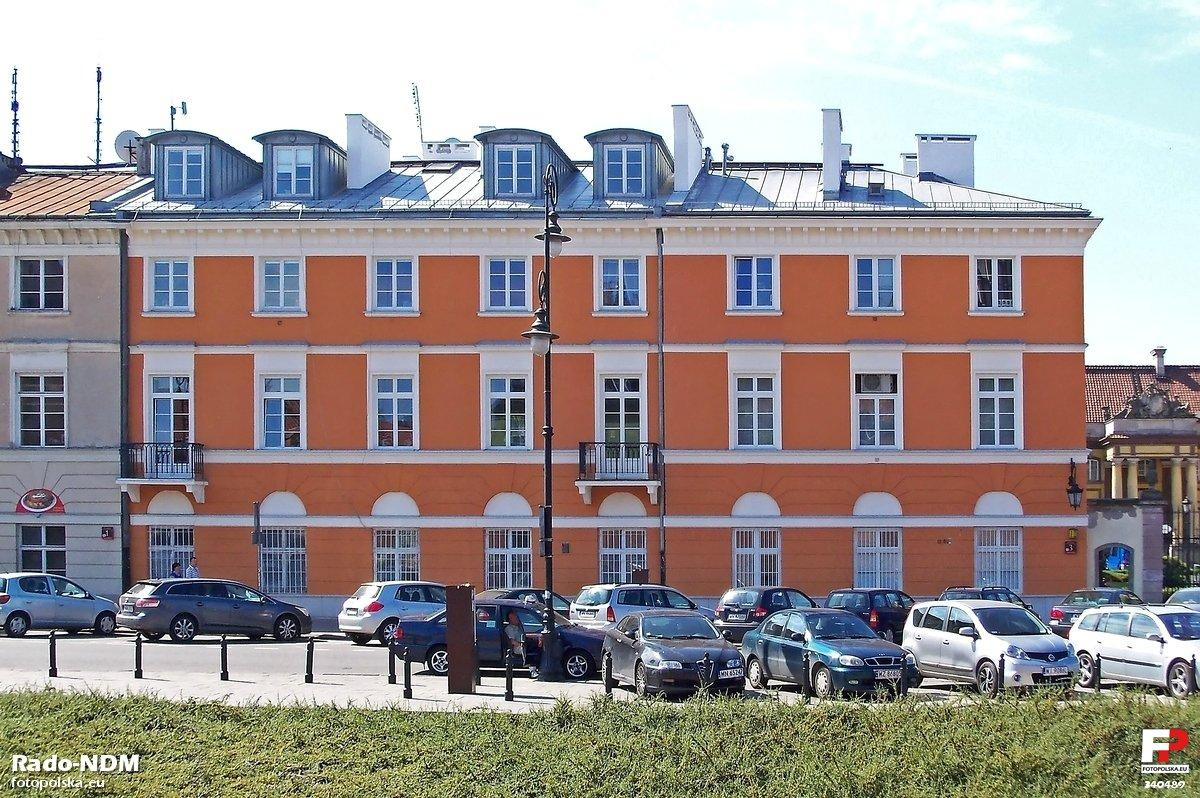
Oficyna Pałacu Branickich od strony ul. Podwale (1804-1805)
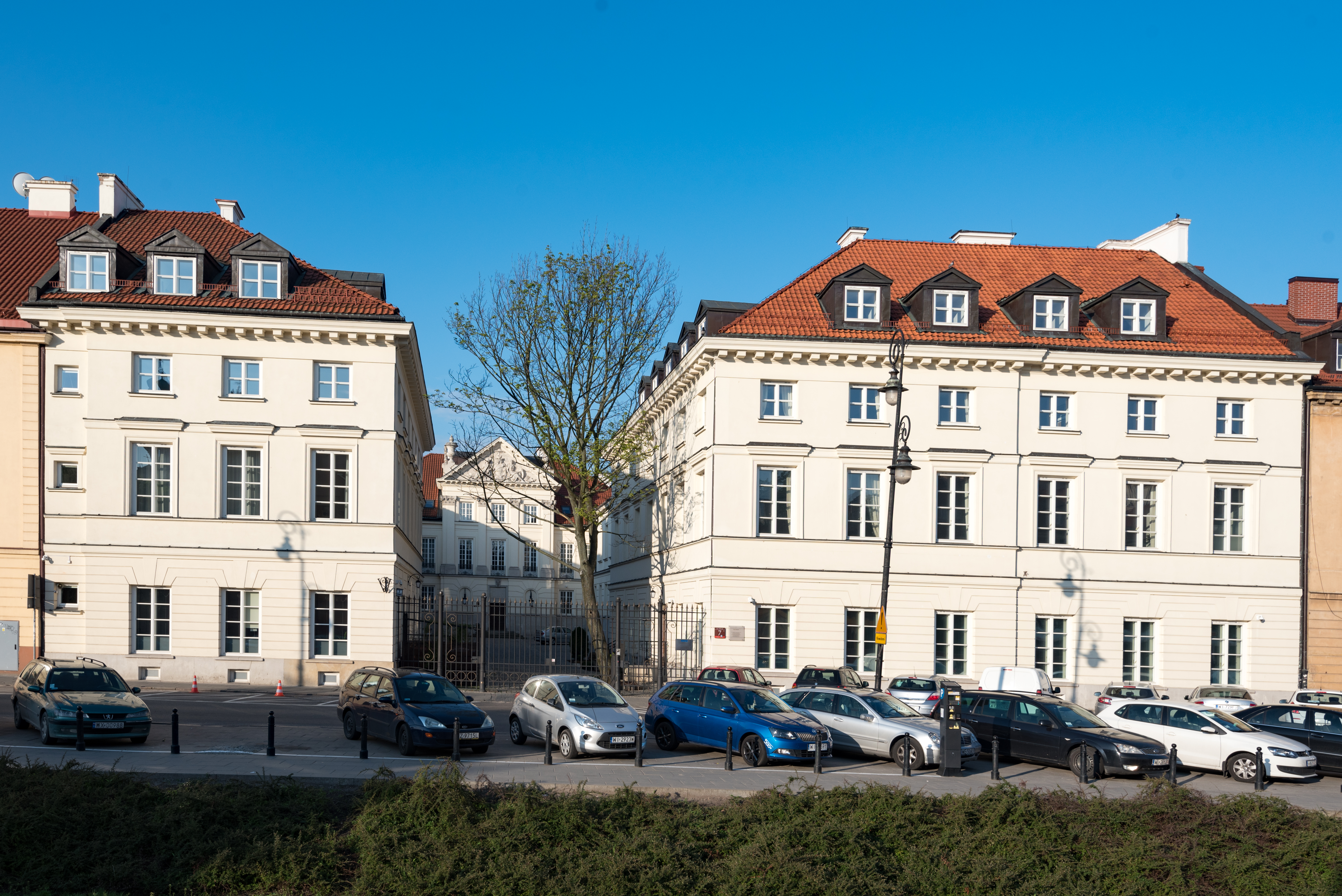
Pałac Morsztynów (Potockiego) od strony ul. Podwale (1808-1810)
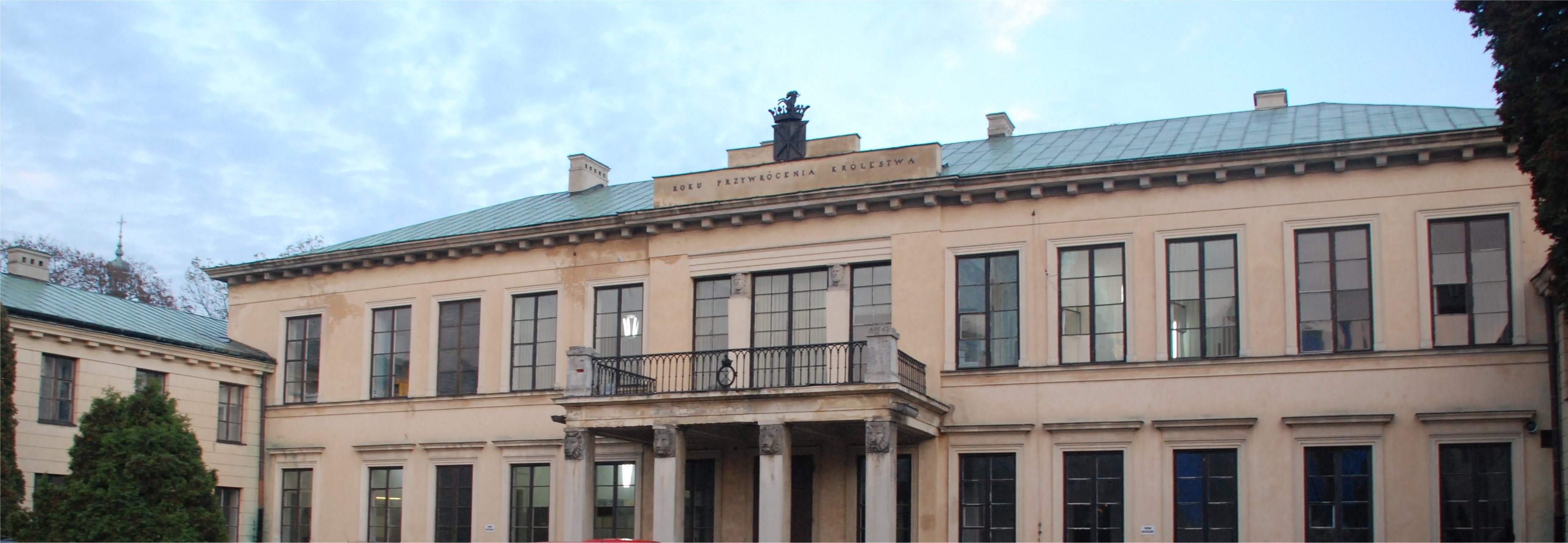
Pałac Błękitny (Zamoyskich) przebudowa (1812-1815)
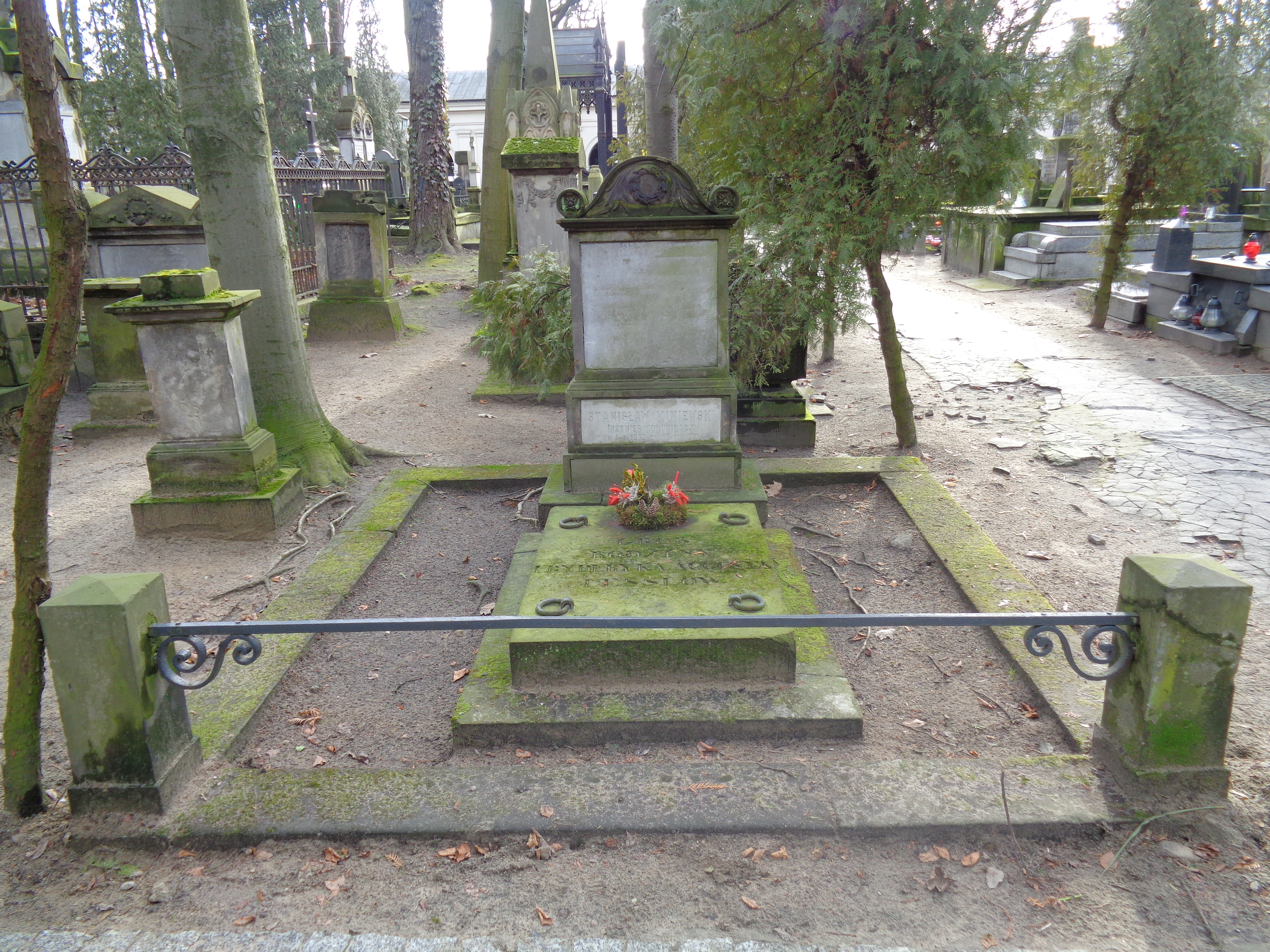
Grób Fryderyka Alberta Lessela na Cmentarzu Powązkowskim